# Modèle de la goutte liquide
Le modèle de la goutte liquide est le plus ancien des modèles du noyau atomique, initié au début des années 1930 par Gamow et développé par Bohr, Wheeler et Meitner  pour l’étude de la fission des noyaux ; il a été la base des premières études de l'énergie de liaison des noyaux et de l'énergie libérée par leur fission. La première expression de l'énergie de liaison est la formule semi-empirique de von Weizsäcker.

## Bases physiques du modèle
Par ses dimensions et la nature des forces qui l’animent, le noyau atomique est un objet quantique ; cependant, dès les années 1930, les physiciens ont noté qu’en première approximation, il avait un comportement collectif presque classique, et semblable à celui d’une goutte liquide chargée électriquement.
Ce comportement résulte de la propriété de saturation des forces nucléaires dans les noyaux proches de leur état fondamental : sauf pour les noyaux très légers, l'énergie pour extraire un nucléon (nucléon = neutron ou proton) d'un noyau est approximativement indépendante de sa taille.
La cohésion des nucléons du noyau atomique est assurée par des forces nucléaires à courte portée (interaction résiduelle de résidu de l'interaction nucléaire forte) : très répulsives à très courte portée (1 fermi et moins), elles deviennent très attractives autour de 1,3 fermi, puis décroissent exponentiellement au-delà. En conséquence :
- la distance moyenne entre les nucléons est constante et la masse volumique (supérieure à 2 × 1017 kg/m3) du noyau est indépendante de sa taille ;
- chaque nucléon au cœur du noyau n'est sensible qu'à l'attraction de ses voisins immédiats et non à celle de l'ensemble du noyau (saturation des forces) ;
- les nucléons en surface ont moins de voisins et donc sont moins liés que ceux du cœur, donnant lieu à un phénomène analogue à la tension superficielle des liquides.

Contrairement à un liquide classique chargé électriquement où les charges migrent en surface, les protons chargés positivement se répartissent de manière homogène dans le noyau ; c'est une conséquence du principe de Pauli qui met des contraintes sur les états que peuvent occuper les nucléons.
L'énergie de liaison d'un noyau notée traditionnellement B, est l'énergie nécessaire pour dissocier tous les nucléons d'un noyau. Dans le modèle nucléaire de la goutte liquide, elle comprendra :
- un terme de volume ;
- un terme de surface (les nucléons en surface sont moins liés que ceux au centre du noyau) ;
- un terme de répulsion coulombienne des protons entre eux ;
- des termes correctifs d'origine quantique.

## Formule semi-empirique de Bethe-Weizsäcker
Dans la formule semi-empirique de von Weizsäcker, modifiée par Bethe, le noyau est considéré dans son état fondamental et de forme sphérique. L'énergie de liaison du noyau est complètement déterminée par A son nombre de masse, Z le nombre de ses protons et N celui de ses neutrons (avec {\displaystyle A=N+Z}). L'énergie de liaison tient compte de deux termes correctifs d'origine quantique :
{\displaystyle B(A,Z)=E_{\text{volume}}(A,Z)-E_{\text{surface}}(A,Z)-E_{\text{Coulomb}}(A,Z)-E_{\text{asymétrie}}(A,Z)+E_{\text{appariemment}}(A,Z)}
Le terme d'antisymétrie résulte du principe d'exclusion de Pauli, qui impose des contraintes sur les états que peuvent occuper les nucléons et favorise les noyaux où {\displaystyle N\approx Z}.
Les nucléons sont des fermions qui ont un spin {\displaystyle \pm 1/2} ; lorsqu'ils sont associés par paire de spin total nul, ils sont plus liés que lorsqu'ils sont isolés, d'où le terme d'appariement.
Le rayon du noyau est proportionnel à {\displaystyle A^{1/3}} en raison de la saturation des forces nucléaires ; le volume du noyau atomique est donc proportionnel à A et sa surface proportionnelle à {\displaystyle A^{2/3}}. L'énergie de liaison s'écrit sous la forme :
{\displaystyle B(A,Z)=a_{v}A-a_{s}A^{2/3}-a_{c}{Z^{2} \over A^{1/3}}-a_{a}{(N-Z)^{2} \over A}+\delta (A,Z)}
avec
- {\displaystyle a_{v}\approx 16~{\textrm {MeV}}}, coefficient du terme de volume
- {\displaystyle a_{s}\approx 17~{\textrm {MeV}}}, coefficient du terme de surface

Illustration de l'origine des différentes contribution à l'énergie de liaison des noyaux atomiques, dans la formule semi-empirique du modèle de la goutte liquide.

- {\displaystyle a_{c}\approx 0,7~{\textrm {MeV}}}, coefficient de l'énergie coulombienne des protons
- {\displaystyle a_{a}\approx 23~{\textrm {MeV}}}, coefficient du terme d'antisymétrie
- {\displaystyle \delta (A,Z)=\delta _{o}\ a_{p}\ A^{-3/4}}, le terme d'appariement qui favorise les noyaux avec N ou Z pairs
  - {\displaystyle a_{p}\approx 34~{\textrm {MeV}}}
  - {\displaystyle \delta _{o}{\begin{cases}+1&{\mbox{pour }}A{\mbox{ pair, }}Z{\mbox{ et }}N{\mbox{ pairs}}\\0&{\mbox{pour }}A{\mbox{ impair}}\\-1&{\mbox{pour }}A{\mbox{ pair, }}Z{\mbox{ et }}N{\mbox{ impairs}}\end{cases}}}

### Valeur des constantes
|                          | Wapstra | Rohlf |
| ------------------------ | ------- | ----- |
| {\displaystyle a_{v}}    | 14,1    | 15,75 |
| {\displaystyle a_{s}}    | 13      | 17,8  |
| {\displaystyle a_{c}}    | 0,595   | 0,711 |
| {\displaystyle a_{a}}    | 19      | 23,7  |
| {\displaystyle a_{p}}    | 33,5    | 11,18 |
| A pair Z pair N pair     | −1      | +1    |
| A pair Z impair N impair | +1      | −1    |
| A impair                 | 0       |       |

On note la différence de signe pour l'énergie d'appariement dans les formulations.

## Développements du modèle de la goutte liquide
Beaucoup de travaux ont été effectués à la suite des années 1930 pour préciser et étendre le domaine d'application du modèle :
- ajustement des paramètres pour reproduire les données expérimentales de plus en plus abondantes : énergies de liaisons des noyaux instables, au-delà de la vallée de la stabilité, barrières de fission, etc., et les déformations des noyaux qui ne sont pas tous sphériques et homogènes[8] ;
- le modèle de la gouttelette liquide (droplet model), qui inclut les effets de la diffusivité de la surface du noyau et les différences locales entre densité des protons et densité des neutrons :  par exemple, existence d'une peau de neutron à la périphérie du noyau, lorsque le nombre de neutrons excède fortement le nombre de protons[9].

### Barrières de fusion et de fission

Modélisation de la fusion de deux noyaux atomiques (modèle de la goutte liquide). La séquence de formes fait partie des lemniscates obtenues par inversion d'ellipsoïdes de révolution. Elles permettent de calculer analytiquement les composantes de l'énergie (volume, surface, coulombienne) et donc de calculer les barrières de fusion de deux noyaux.

Le modèle de la goutte liquide a été étendu pour traiter les noyaux déformés, mais qui restent proches de la symétrie sphérique. L'étude de la dynamique de la fusion ou de la fission des noyaux nécessite de traiter les grandes déformations.
Par exemple, la fusion de deux noyaux nécessite de calculer l'énergie selon le modèle de la goutte liquide, pour une séquence de formes qui passe de manière continue de deux noyaux séparés soumis à la répulsion coulombienne, à un noyau très déformé, puis à un noyau unique.
Différentes séquences de formes ont été testées : par exemple la lemniscate elliptique de révolution et son inverse pour laquelle les différentes contributions à l'énergie sont calculables en termes d'intégrales elliptiques. Le modèle permet de calculer avec une bonne précision les barrières de potentiel et les sections efficaces de fusion des noyaux. Cependant, seule la prise en compte de la mécanique quantique (effet de couches) permet de décrire de manière précise la fission spontanée des noyaux radioactifs ou la section efficace de production des noyaux transuraniens.